# Atyria apoplyta
Atyria apoplyta là một loài bướm đêm trong họ Geometridae.